# 喬治湖 (新南威爾斯州)
乔治湖（英語：Lake George），一个位于澳大利亚新南威尔士的内流时令湖。乔治湖位于堪培拉的北边。

## 地理
乔治湖是一个内流湖，不過它沒有河流或是冰川供水，所以喬治湖的水到底從何而來目前還沒有人知道。
大约一百万年前，溪流从乔治湖流入亚斯河。后来，乔治湖的湖岸抬升，使得溪流被切断，乔治湖成为了内流湖。
乔治湖最大深度为1.5-4.5米，但是大多数湖区只有0.8-1.0深，最深点为7.5米。乔治湖可以装下500,000,000立方（1.8×1010立方英尺）的水。

## 水位变化
乔治湖著名于它的水位变化。平均每过大约40年湖泊就会经过一个周期：其中20年湖泊干涸，另外20年湖泊充满水。在干旱时期，乔治湖盆是一片牧场，种植着葡萄，羊也在那里吃草。
而从2021年底起，该湖泊再度蓄水。

## 图集

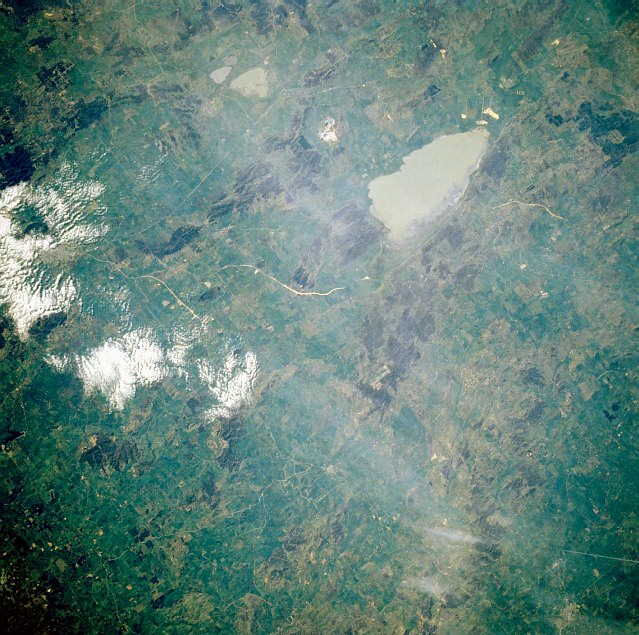
太空望去的乔治湖。
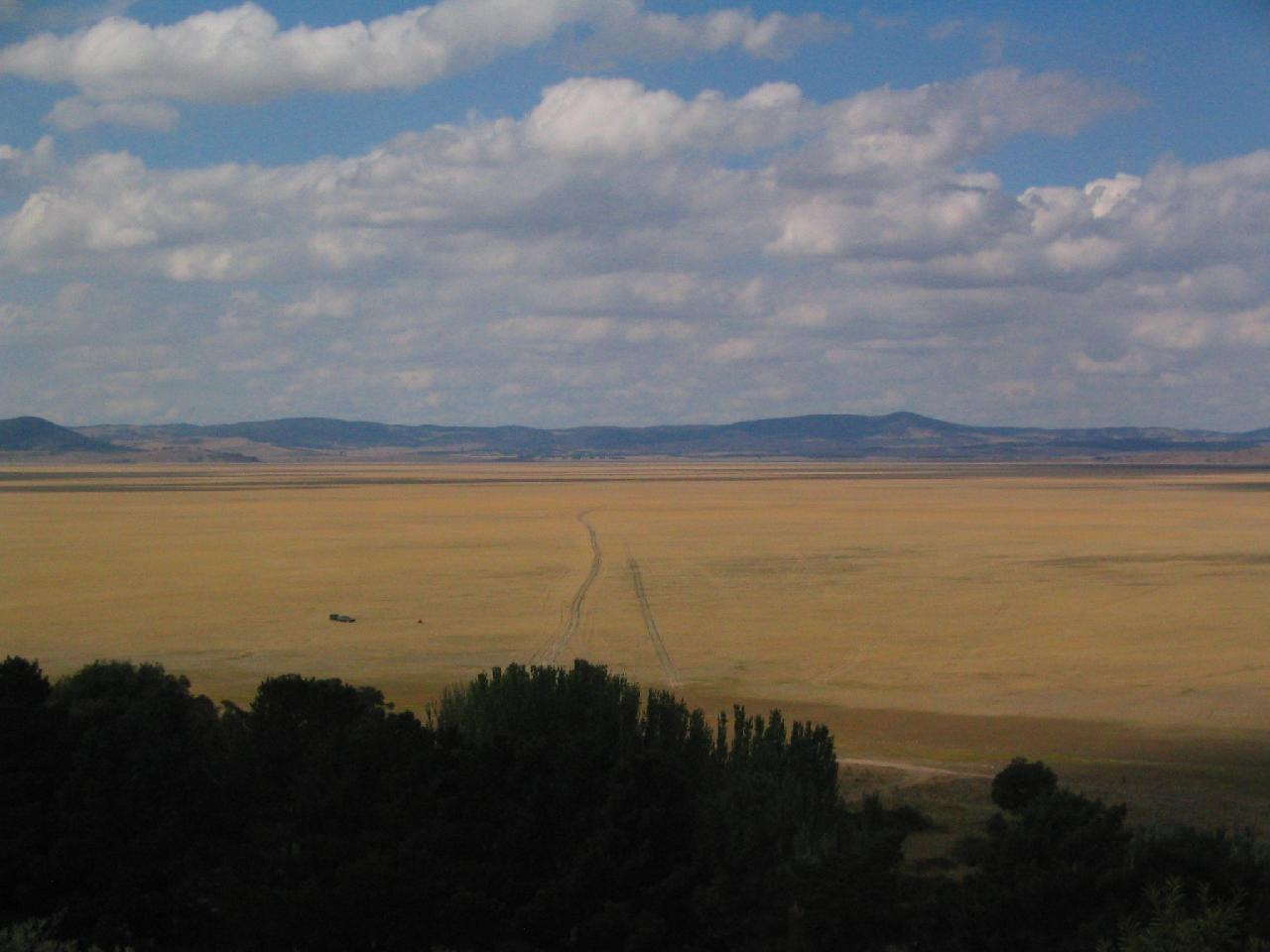
2006年3月，干涸的乔治湖
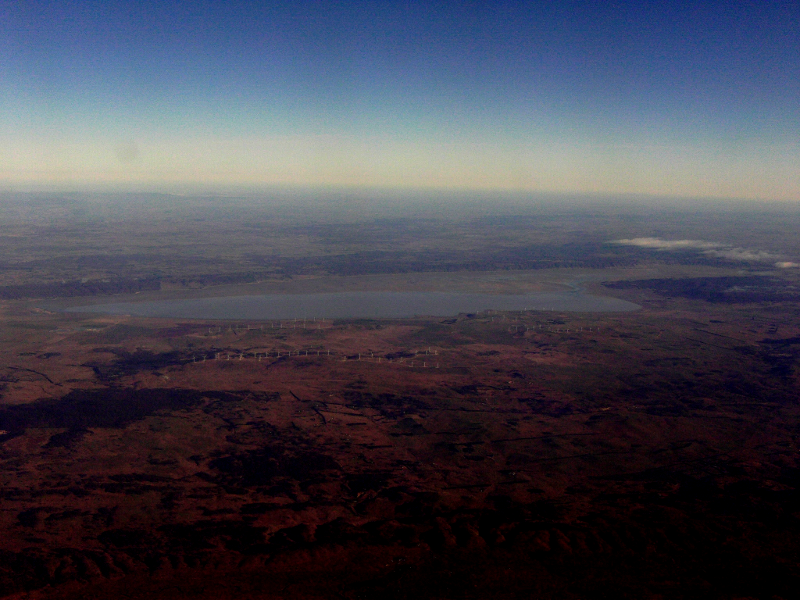
2010年8月，空中俯瞰乔治湖。